# بخش واشینگتن (شهرستان مورو، اوهایو)
بخش واشینگتن (به انگلیسی: Washington Township) یک منطقهٔ مسکونی در ایالات متحده آمریکا است که در شهرستان مورو، اوهایو واقع شده‌است.
 بخش واشینگتن ۵۷٫۹ کیلومتر مربع مساحت و ۱٬۳۰۰ نفر جمعیت دارد و ۳۵۹ متر بالاتر از سطح دریا واقع شده‌است.